# Edgar Forschbach
Edgar Forschbach (* 19. Februar 1938; † 4. September 2003 in Brühl) war ein deutscher Mathematiker und Physiker. Er gehörte zu den Pionieren des modernen Wissenschaftsjournalismus im Rundfunk.

## Leben
Forschbach studierte Mathematik und Physik in Freiburg. Er war fast 25 Jahre lang Leiter des Ressorts Wissenschaft beim Deutschlandfunk in Köln und Initiator der Wissenschaftssendung „Forschung Aktuell“. Er setzte Anfang der 1990er Jahre durch, dass die an Werktagen um 16.35 Uhr ausgestrahlte Sendung auch am Wochenende lief. Am Samstag wurden die damals, mit dem aufkommenden World Wide Web immer wichtiger werdenden Computerthemen gebündelt („Computer und Kommunikation“), am Sonntag liefen aufwändig produzierte monothematische Features zu aktuellen Entwicklungen in der Wissenschafts- und Forschungslandschaft („Wissenschaft im Brennpunkt“).
Edgar Forschbach war Jurymitglied des Georg von Holtzbrinck Preises und langjähriges Vorstandsmitglied der Wissenschafts-Pressekonferenz (WPK); 2004 wurde er postum zu deren Ehrenmitglied ernannt.
Er war seit 1957 Mitglied der katholischen Studentenverbindung KDStV Ripuaria Freiburg im Breisgau im Cartellverband (CV).

## Schriften
- Lügen und lügen lassen. Der Weg zur besseren Wahrheit., Econ Düsseldorf 1974, ISBN 3-430-12860-9. (Neuausgabe unter dem Titel: Die Welt will belogen sein. Ein heiterer Wegweiser für Freunde des schönen Scheins. Ullstein HC Verlag, München 1986, ISBN 3548343589).